# Journal for Plague Lovers
Journal for Plague Lovers é o nono álbum de estúdio da banda galesa de rock Manic Street Preachers, lançado pela Columbia Records em maio de 2009.
O disco é uma espécie de tributo ao desaparecido guitarrista da banda, Richey Edwards, declarado morto em 2008. Assim, os três integrantes remanescentes revisitaram letras do músico e produziram um novo disco juntamente com Steve Albini e Dave Eringa. A obra se contrasta dentre todos os trabalhos contemporâneos do Manic Street Preachers por fazer um "retorno" ao som que faziam nos anos 90, quando Richey desapareceu. Apesar da associação por parte de alguns críticos a sonoridade do álbum The Holy Bible (1994), Journal for Plague Lovers foi bem recebido pela maior parte da mídia especializada.

## Faixas
Todas as letras escritas por Richey Edwards, todas as músicas compostas por James Dean Bradfield, Sean Moore e Nicky Wire.
| N.º | Título                                                       | Duração |  |
| 1.  | "Peeled Apples"                                              | 3:33    |  |
| 2.  | "Jackie Collins Existential Question Time"                   | 2:24    |  |
| 3.  | "Me and Stephen Hawking"                                     | 2:46    |  |
| 4.  | "This Joke Sport Severed"                                    | 3:04    |  |
| 5.  | "Journal for Plague Lovers"                                  | 3:45    |  |
| 6.  | "She Bathed Herself in a Bath of Bleach"                     | 2:18    |  |
| 7.  | "Facing Page: Top Left"                                      | 2:40    |  |
| 8.  | "Marlon J.D."                                                | 2:50    |  |
| 9.  | "Doors Closing Slowly"                                       | 2:52    |  |
| 10. | "All Is Vanity"                                              | 3:35    |  |
| 11. | "Pretension/Repulsion"                                       | 2:05    |  |
| 12. | "Virginia State Epileptic Colony"                            | 3:25    |  |
| 13. | "William's Last Words" (incluindo a faixa oculta "Bag Lady") | 4:15    |  |

## Ficha técnica
- James Dean Bradfield - vocais, guitarras
- Sean Moore - bateria, percussão
- Nicky Wire - baixo, vocais